# Lautaro
Lautaro – miasto w Chile, położone w środkowej części regionu Araukania.

## Opis
Miejscowość została założona 18 lutego 1881 roku. W mieście znajduje się węzeł drogowy S-10 i S-13. Przez miasto przebiega też Droga Panamerykańska.

## Demografia
Źródło.